# Demetrius Jackson
Demetrius Jackson Jr. (nascido em 7 de setembro de 1994) é um jogador norte-americano de basquete profissional que atualmente joga pelo Maine Red Claws, disputando a NBA Development League. Disputou três temporadas na Universidade de Notre Dame e foi selecionado pelo Boston Celtics na segunda rodada do draft da NBA em 2016, estreando como profissional em 6 de novembro contra o Denver Nuggets, partida na qual marcou oito pontos, duas assistências e pegou três rebotes.